# Боровичская Карелия
Боровическая Карелия (кар. Boroviččan Karjala) — территория расселения Боровичских карел на землях нынешней Новгородской области, в основном на территориях Боровичского, Хвойнинского и Любытинского районов и Валдайского уезда.

## История переселения карел
В XVII веке завершился исход карел из Корельского уезда, отторгнутого от России Швецией по Столбовскому договору 1617 года. Навсегда покинув своё родовое «гнездо» в северном Приладожье, часть карел ушла в Заонежские и Лопские погосты, а другая часть расселилась южнее — главным образом, в обширном в ту пору Новгородском уезде, выступая на юго-востоке за его пределы в смежные уезды Замосковного края: Бежецкий (Бежецкий Верх), Кашинский, Тверской и Новоторжский, включая северо-западные окраины Угличского и Ярославского уездов вблизи реки Мологи.
Таким образом большинство карел бежало на территорию Твери, где и обосновалось, создав впоследствии Карельский национальный округ. Однако оставив большой шлейф на всей территории их передвижения. В книге [Киркинен и др., 1998, 132] приведена интересная карта переселения карел в Россию в XVII веке. Автором этой карты является профессор Вейо Салохеймо из университета в г.Йоэнсуу (Финляндия). На карте указаны места исхода карел из Карельского уезда (Кексгольмского лена при шведах) и районы их обоснования в России. Цифры на карте обозначают число людей. В частности, число карельских семей, бежавших в Новгородскую землю: Новгород — 282; Старая Русса — 548; Валдай — 477; Тихвин −342; Боровичи — 1796; (и для сравнения: Бежецк — 1943). Однако данные рассматриваемой карте к Боровичам можно расценить, как условную или, может быть, как временно сложившуюся картину миграционного процесса, поскольку окончательное расселение карел закончилось только в следующем, XVIII веке.

## Население

### Население в XVIII веке

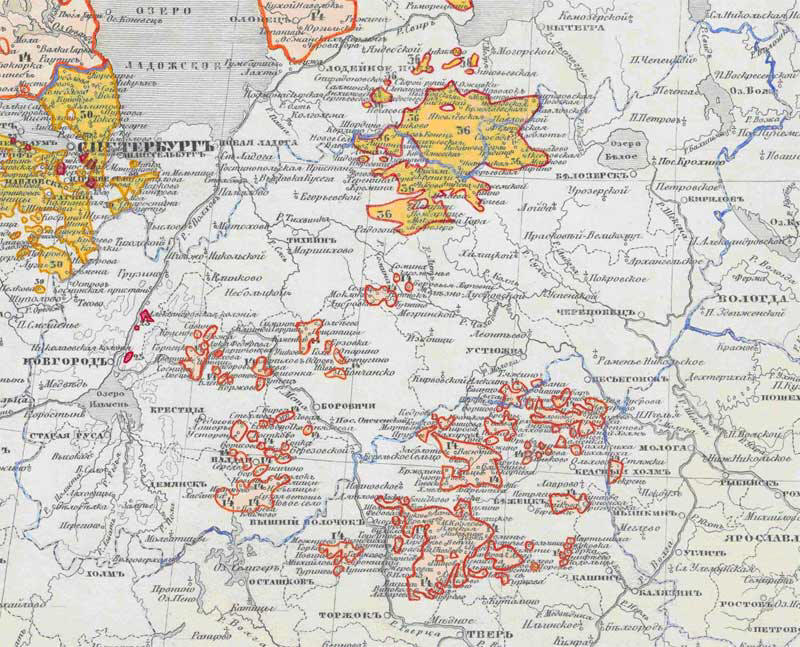
Карта расселения карел 1834 год.

Согласно данным переписи церковных приходов и помещиков :
- — Середина XVII в. — не более 10 чел. мужского пола
- — Последняя четверть XVII в. — около 250 чел. мужского пола
- — 1765 г. — не менее 800 чел. мужского пола (согласно отказных

книг)
- — 1795 г. — не менее 980 чел. мужского пола (согласно рекрутской

ведомости)
Окончательное расселение их продолжалось во второй половине XVIII в., и к этому времени они вполне освоились в хозяйственном отношении на новой родине и, несмотря на то, что в большинстве своём оказались в крепостной зависимости (на оброке), продолжали хозяйствовать уверенно и даже своевольно.

### Население в XIX веке
Общую картину расселения карел в Новгородской губернии в первой половине XIX века можно увидеть на единственной в своем роде «Этнографической карте Европейской России», составленной академиком Петром Кёппеном.
Первое издание этой карты вышло в 1851 году. В пояснениях к первому и второму изданиям карты приведена общая численность карел в Новгородской губернии — 27076 человек.

### Перепись 1897 года
- Новгородский- 97
- Боровичский — 1076
- Белозерский — 571
- Валдайский — 5808
- Демянский — 525
- Кирилловский — - -
- Крестецкий — 424
- Старорусский — 35
- Тихвинский — 1371
- Устюженский — 73
- Череповецкий — - -

Всего по губернии — 9980

### Перепись 1926 года
По переписи 1926 года в Новгородской и Череповецкой губерниях, жителей по родному языку насчитывалось не более 3 000 человек. Так в Новгородской — 884,а в Череповецкой −2135 человек.

### Последующие переписи
В последующих переписях количество карел Боровичской губернии неуклонно уменьшалось, на данный момент по переписи 2010 года ни один человек не назвал себя карелом.
В начале 1990-х годов в д. Сутоко-рядок проживали карелы, мать и сын, говорившие на карельском языке.

## Расселение
В Боровичском уезде на карте [Кёппен, 1855] выделены шесть гнёзд карельских селений. Из них одно гнездо — средних размеров и пять небольших. 1-е гнездо средних размеров находилась на северо-западе уезда в 15-18 км восточнее большой северной излучины реки Мсты. Здесь отмечена группа деревень с названиями: Симантая, Долбеево,Кяпиной Горуша, Пещаницы, Каменка и Ушково.
Таким же образом были опознаны и остальные восемь карельских селений на карте [Кёппен, 1855]. Приводим названия этих селений в написании Кёппена:
- 2-е гнездо — деревни Ерзовка и Голи Никандровской волости,
- 3-е гнездо — деревни Опарино и Крепугино Кончанской волости,
- 4-е гнездо — село Кончанско одноимённой волости,
- 5-е гнездо — деревни Бирег и Кристовая Рядовской волости,
- 6-е гнездо — деревня Княжева Пирусской волости.
- 1-е, 2-е, 3-е и 4-е гнезда располагались цепью друг за другом в направлении с северо-запада на юго-восток и в целом располагались севернее Боровичей. 5-е и 6-е гнезда находились южнее Боровичей вблизи границы с Валдайским уездом.

Несомненно, что Петр Кёппен располагал сведениями о гораздо большем количестве карельских населенных пунктов. Попросту их невозможно было разместить на этой небольшой карте [Кёппен, 1852] с масштабом 75 верст в одном английском дюйме.

## Наследие
От карел нынешним Боровичским жителям осталось многое, так среди местного населения популярна типичная карельская кухня, во многих деревнях и селах остались старые дома напоминающие карельские или же повторяющие их. Среди старожил есть те кто помнит ещё как их отцы разговаривали на «финском» языке. Многие как и прежде ведут типично карельских образ жизни занимаясь рыбалкой и охотой.

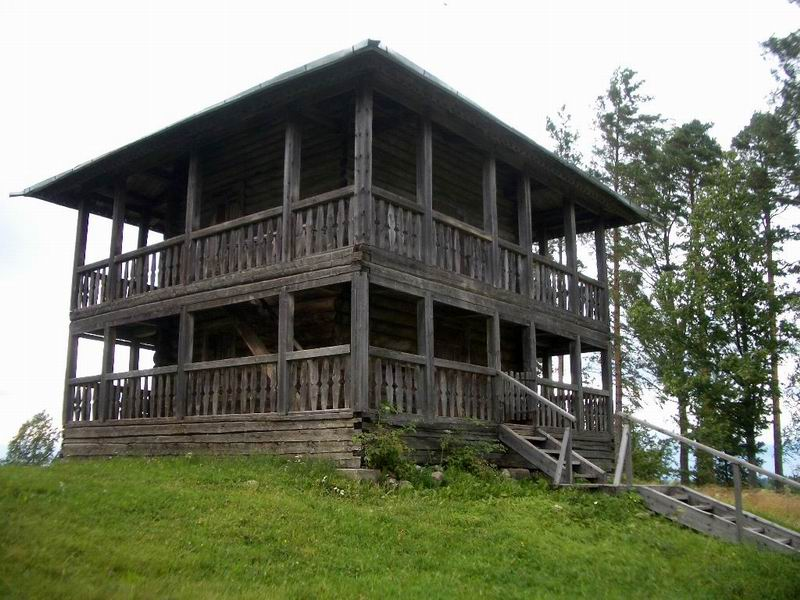
Село Кончанское-Суворовское

Тверские карелы
Тверская Карелия
Валдайский уезд
Тихвинский уезд
Кончанское-Суворовское